# Ælfgifu von Northampton
Ælfgifu von Northampton (norwegisch: Alfiva; * um 990; † 1040) war die erste Ehefrau des anglo-skandinavischen Königs Knut des Großen (um 995–1035) und war die Mutter von Sven Alfivason (um 1016–1036), Jarl von Norwegen, sowie Harald I. Harefod (um 1016–1040), König von England. Sie war von 1029 bis 1035 Mitregentin über Norwegen.

## Herkunft
Ælfgifu wurde als Tochter von Ælfhelm, Ealdorman von York, und dessen Frau Wulfrune in Mercia geboren und gehörte einer einflussreichen Adelsfamilie in England an. Im Jahr 1006 wurde ihr Vater getötet, wahrscheinlich auf Anordnung König Æthelreds, und ihre Brüder Ufegeat und Wulfheah wurden geblendet.
Während Sven Gabelbarts Invasion in England verheiratete dieser 1013 seinen Sohn Knut mit Ælfgifu, um seine Loyalität mit der skandinavisch-stämmigen Bevölkerung zu beteuern und seine Macht zu sichern.

## Ehe und Kinder
Als Sven Gabelbart 1014 starb, musste Knut mit seiner Ehefrau in seine Heimat Dänemark fliehen, wo die beiden Kinder Sven und Harald geboren wurden.
Nach der Rückkehr und der Eroberung Englands heiratete Knut 1017 Emma von der Normandie, die Witwe des verstorbenen Königs Æthelred, um seinen Anspruch auf Englands Thron zu legitimieren. Mit ihr bekam er die beiden Kinder Hardiknut und Gunhild. Knut hatte somit zwei Frauen gleichzeitig. Ælfgifu behielt ihre Stellung und ihre Söhne blieben in der Thronfolge genauso wie Emmas und Knuts gemeinsamer Sohn. Ihr Verhältnis mit Emma war von tiefer Rivalität geprägt, auch bedingt durch Emmas Söhne Alfred Ætheling und Eduard der Bekenner aus ihrer ersten Ehe mit König Æthelred.

## Mitregentin in Norwegen (1029–1035)
Knut entsandte 1029 seinen Sohn Sven mit dessen Mutter und einer Reihe dänischer Adliger als Jarl nach Norwegen. Dies stieß auf entschlossenen Widerstand norwegischer Aristokraten. Insbesondere hatten die Aristokraten Einar Tambarskjelve und Kalv Arnesson erwartet, dass Knut einem von ihnen diese Würde übertragen würde. Sven Alfivason galt als schwache Persönlichkeit, und man meinte schon damals, dass es eigentlich Ælfgifu war, die das Land regierte. Dabei ist aber in Betracht zu ziehen, dass die Sagaverfasser die Rolle Ælfgifus übertrieben haben, denn es gehört zum Topos der Sagaliteratur, die Herrschaft von Frauen als planlos und übel zu charakterisieren. Die beiden regierten mit harter Hand, und besonders die neue, aus England übernommene, Steuergesetzgebung und Bußordnung, die die Staatsfinanzen sanieren helfen sollte, rief den Unwillen der Bevölkerung hervor.
1033 kam es zu einer Schlacht in Soknasund in Ryfylke, da ein angeblicher Sohn Olav Tryggvasons, Tryggve Olavsson, den Königsthron beanspruchte. Sven gewann mit Hilfe dänischer Elitetruppen, Tryggve wurde getötet. Daraufhin beschlossen die Aristokraten Kalv Arneson und Einar Tambarskjelve, nach Nowgorod zu fahren und von dort Magnus zu holen. Als dieser in Norwegen ankam, schloss sich ihm die gesamte Bevölkerung gegen die Dänen an. Sven und Ælfgifu mussten nach Dänemark fliehen, wo Sven bald darauf starb.

## Nach Knuts Tod
Nachdem Knut im Jahr 1035 in Shaftesbury gestorben war, kehrte Ælfgifu während der Abwesenheit der Söhne Emmas zurück nach England, um ihren Sohn Harald auf dem englischen Thron zu verhelfen. Hardiknut kämpfte in Dänemark gegen Magnus I. und den schwedischen König Anund Jakob. Alfred und Eduard waren in der Normandie. Mit der Unterstützung von Ælfgifu und Leofric von Mercia wurde Harald Ende 1035 vom Witan in Oxford zum König Harald I. gewählt. Daraufhin kam es zur Teilung Englands, die auch numismatisch belegt ist: Hardiknut bekam den südlichen, Harald den nördlichen Teil. Im Jahr 1037 hatte Harald genug Anhänger gefunden und ließ sich zum König über ganz England krönen.
Nach dem Tod Haralds I. im März 1040 in Oxford und der Thronbesteigung Hardiknuts wird Ælfgifu in den Quellen nicht mehr erwähnt.